# Jeanne Lapointe
Jeanne Lapointe est une intellectuelle québécoise, née le 7 septembre 1915 à Chicoutimi et morte le 7 janvier 2006 à Québec.

## Biographie

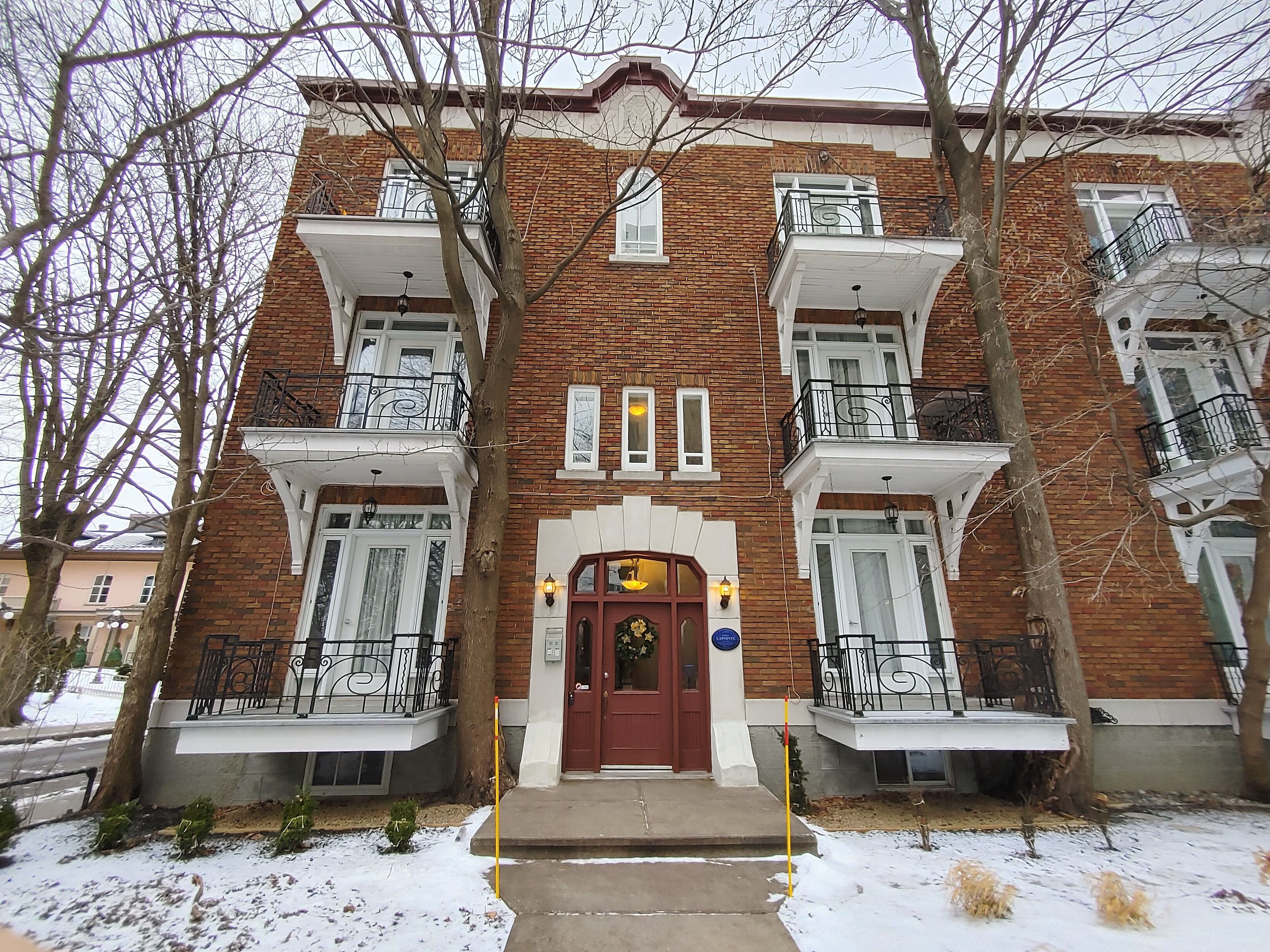
10, avenue Wilfrid-Laurier, Québec
« Ici vécut Jeanne Lapointe (1915-2006), première professeure de littérature à l’Université Laval, pionnière en études féministes et artisane de la Révolution tranquille. »

Jeanne Lapointe devient professeure de littérature à l'Université Laval en 1940. C'est la première femme à obtenir ce poste au sein de ce département. Ses essais et ses actions vont contribuer à l'avènement de la modernité littéraire au Québec, notamment grâce à ses débats intellectuels publiés dans la revue Cité Libre (années 1950) et à son influence sur des écrivaines québécoises majeures telles que Marie-Claire Blais, Anne Hébert et Gabrielle Roy, pour qui elle a joué le rôle de mentore. Son action en tant que commissaire (Commission royale d’enquête sur l’enseignement souvent appelée Commission Parent et Commission royale d'enquête sur la situation de la femme au Canada) pendant la Révolution tranquille a donné une tribune politique à ses idées progressistes sur l'éducation au Québec et la condition des femmes au Canada. C'est alors que sa parole s'est définie avec ironie contre les discours de domination et les inégalités sexuelles, rhétorique qu'elle a développée dans ses analyses littéraires psychanalytiques (années 1970), puis féministes (années 1980-1990). Sa correspondance témoigne de l'importance de ses échanges avec plusieurs intellectuels et écrivains du Québec et de l'Europe: Jean Le Moyne, Louky Bersianik, Pierre Gélinas, Judith Jasmin, Félix-Antoine Savard, Pierre Elliott Trudeau, Driss Chraïbi, Nathalie Sarraute, etc. Outre le fait qu'elle a été la réviseuse de Gabrielle Roy et la conseillère de Marie-Claire Blais, elle a collaboré, à partir de la fin des années 1950, avec la scénariste Marthe Morisset Blackburn.

## Commémoration

### Pavillon à l'Université Laval
Le 8 mars 2024, Journée internationale des droits des femmes, l'Université Laval annonce que le Pavillon situé au 2320 Rue des Bibliothèques, autrefois appelé le Pavillon des Sciences de l'éducation devient le Pavillon Jeanne-Lapointe. Il s'agit du second pavillon à porter le nom d’une femme dans cette université (après le pavillon Agathe-Lacerte) .

### Événements
- L'exposition « Jeanne Lapointe, pionnière de la Faculté des lettres de l’Université Laval (1937-2007) » est présentée à l'automne 2007 à la Bibliothèque Jean-Charles-Bonenfant de l'Université Laval, à l'occasion du 70e anniversaire de la Faculté des lettres (1937-2007). Commissaire : Chantal Théry. Création du Fonds d'archives Jeanne Lapointe (P.474 / Archives de l'Université Laval) à partir de 2007.
- Une plaque commémorative Ici vécut Jeanne Lapointe[7] est dévoilée par la Ville de Québec, le 28 mai 2018, en hommage à une femme exceptionnelle qui a marqué l'histoire du/de Québec : « Jeanne Lapointe : Première professeure de littérature à l'Université Laval, pionnière en études féministes au Québec et artisane de la Révolution Tranquille ». Dossier initié et piloté par Chantal Théry, qui souhaitait que le nom de Jeanne Lapointe soit donné à une rue ou à une place.
- Le lancement du premier livre de Jeanne Lapointe, Rebelle et volontaire. Anthologie 1937-1995, a lieu le 16 octobre 2019 à la librairie féministe L'Euguélionne. Y sont réunies toutes les collaboratrices à la préparation de l'ouvrage: Marie-Andrée Beaudet, Mylène Bédard, Claudia Raby, Lori Saint-Martin et Juliette Bernatchez.
- La revue Études littéraires publie en novembre 2019 un numéro consacré à Jeanne Lapointe[8], sous la direction de Marie-Andrée Beaudet et de Mylène Bédard.
- Une matinée-conférence organisée le 9 mars 2020 par le Conseil du statut de la femme et l'Université Laval célèbre 10 pionnières de cette institution, dont Jeanne Lapointe. On y dévoile le microsite « Pionnières de l'Université Laval »[9], qui retrace le parcours de ces précurseures.

### Création de récompenses au nom de Jeanne Lapointe

#### Fonds Jeanne-Lapointe
Le Fonds Jeanne-Lapointe en études féministes provient d'un don fait par Jeanne Lapointe à la Fondation R.A.F (Recherche et action pour les femmes). Il sert à l’attribution de bourses d'excellence ainsi qu'au soutien de nouveaux projets de recherche, de services aux collectivités féministes, et d'activités de formation et de rayonnement des études féministes. La Chaire Claire-Bonenfant – Femmes, Savoirs et Sociétés assume l'évaluation des projets soumis; le Fonds est sous la responsabilité de la Fondation de l'Université Laval.

#### Bourse Théry-Lapointe
La bourse d'excellence Théry-Lapointe fut créée par Chantal Théry, professeure retraitée de l'Université Laval. Elle est octroyée chaque année afin d'encourager la diffusion de travaux de recherche et de création féministes par les étudiants et les étudiantes de 2e et 3e cycles de la Faculté des lettres et des sciences humaines de l'Université Laval.

#### Prix Acfas Jeanne-Lapointe
La création du Prix Acfas Jeanne-Lapointe a été annoncée le 15 novembre 2019 par l'Acfas. Il récompense l'excellence et le rayonnement des travaux et des actions d’un chercheur ou d’une chercheuse dans le domaine des sciences de l’éducation. Le prix est « nommé en l’honneur de Jeanne Lapointe, membre de la Commission royale d'enquête sur l'enseignement dans la province de Québec (commission Parent), seule femme laïque, principale rédactrice du rapport Parent et chercheuse en sciences humaines au parcours académique exceptionnel. [Elle] a été une pionnière dans le monde universitaire francophone, où elle a œuvré pendant 47 ans. »
- 2020 : première lauréate, Françoise Armand, didactique des langues secondes, Université de Montréal[14]
- 2021 : deuxième lauréate, Susanne Lajoie, didactique et psychopédagogie, Université McGill[15]
- 2022 : troisième lauréat, Abdelkrim Hasni, didactique des sciences et technologies, Université de Sherbrooke[16]

- 2023 : quatrième lauréat, Maurice Tardif, administration et fondements de l’éducation, Université de Montréal[17]

### Textes de Jeanne Lapointe

#### Essais et études
- « Sillage sur la Mer Caraïbe », Regards, vol. 1, no 3 (décembre 1940), p. 103-107.
- Un professeur aux cours d’été [pseud.], « Juillet 44 à l’Université Laval »,  Le Travailleur, vol. XIV, no 42 (19 octobre 1944), p. 1-2.
- « Pour une morale de l’intelligence », Le Devoir littéraire, 15 novembre 1955, p. 19.
- « La prédication et son auditoire », Revue dominicaine, vol. LXII, no 2 (septembre 1956), p. 74-84.
- « Humanisme et humanités : étude présentée à la Commission du Programme de la Faculté des Arts de Laval », 1958, Bibliothèque et Archives nationales du Québec (Montréal), Centre de conservation, ms. 233158 CON.
- « La langue de l'élite. Sa situation dans les professions libérales, les carrières intellectuelles et le monde des affaires » suivi de « La langue parlée; les correctifs dans la langue de l'élite », La langue parlée, Travaux du XIe congrès de l'Association canadienne des éducateurs de langue française sur le français parlé au Canada, Québec, Éditions ACELF, 1958, p. 49-60 et 145-149.
- « Vacances en URSS avec l’Intourist », Cité Libre, no 24 (janvier-février 1960), p. 11-13.
- « L’éducation au Canada français », dans Canada, Éditions Burin/Martinsart, Paris, 1967, p. 179-256.
- « Jeanne Lapointe », entretien du 10 octobre 1995 sur le Rapport Parent, dans Gabriel Gosselin et Claude Lessard (dir.), Les deux principales réformes de l’Éducation du Québec moderne. Témoignages de ceux et celles qui les ont initiées, Presses de l’Université Laval, Québec, 2008, p. 51-66.

#### Critique littéraire
- Nadie [pseud.], « En marge de Wuthering Heights », L'Hebdo-Laval, « Plume féminine », vol. IV, no 17 (5 mars 1937), p. 4.
- « Revue des livres - Ils posséderont la terre par Jean Charbonneau », Regards, vol. III, no 6 (mars 1942), p. 279.
- « Les livres... - Jean Santeuil », Le Devoir, 13 décembre 1952, p. 7.
- «Quelques apports positifs de notre littérature d’imagination », Cité Libre, no 10 (octobre 1954), p. 17 à 36. [Repris dans Gilles Marcotte, Présence de la critique. Critique et littérature contemporaines au Canada français, HMH, Montréal, 1971 [1966], p. 103-120].
- « À la mémoire d'un grand écrivain », Le Devoir, 20 novembre 1954, p. 8.
- « De notre littérature. II- Réponse à la lettre précédente », Cité Libre, no 12 (mai 1955), p. 34-39.
- « Saint-Denys Garneau et l’image », Cité Libre, no 27 (mai 1960), p. 26-28 et 32. [Repris dans Gilles Marcotte, Présence de la critique, op. cit., p. 123-130].
- « Mystère de la parole par Anne Hébert », Cité Libre, no 36 (avril 1961), p. 21-22. [Repris dans Gilles Marcotte, Présence de la critique, op. cit., p. 120-123].
- « Histoire de la littérature canadienne-française by Gérard Tougas », French Studies, vol. XV, no 3, juillet 1961, p. 282–284.
- « La sociologie comme critique de la littérature : commentaire », dans Fernand Dumont et Jean-Charles Falardeau (dir.),  Littérature et société canadiennes-françaises, Presses de l’Université Laval, Québec, 1964, p. 241-244.
- « Gérard Tougas: History of French-Canadian Literature (2e edition) », French Studies, vol. XXII, no 1, janvier 1968, p. 88-89.
- « Une petite aventure en littérature expérimentale », dans Frank Scott et Anne Hébert, Dialogue sur la traduction : à propos du Tombeau des rois, Bibliothèque québécoise, Québec, 2000 [1970], p. 19-28.
- « Hommage à Gabrielle Roy 1909-1983 », La Vie en rose (magazine), no 13 (septembre-octobre 1983), p. 51. Lire en ligne
- « Notes sur Le Premier jardin d’Anne Hébert », Écrits du Canada français, no 65 (1989), p. 47-50.
- « Hommage à Anne Hébert », Arcade, no 49 (1996), p. 88-91.

#### Critique psychanalytique
- « Attention flottante sur La Chamade, de Françoise Sagan. Où trouver le langage de l’inconscient dans un roman sans qualité? », Institut de psychothérapie du Québec, Québec, tapuscrit sans date.
- « Notes sur rire, narcissisme et intersubjectivité dans Vous les entendez ?, roman de Nathalie Sarraute », Institut de psychothérapie du Québec, Québec, tapuscrit sans date.
- « Lecture psychanalytique de La Maison de Petrodava, roman de Virgil Georghiu », dans Études en psychothérapie, vol. 1, no 4 (décembre 1971), p. 130-154.
- «To the lighthouse, de Virginia Woolf, et le monde de la féerie fusionnelle », Études en psychothérapie, vol. 1, no 10 (juin 1972), p. 354-385.

#### Critique féministe
- « Du discours de domination », dans Gabrielle Frémont (dir.), Études littéraires (revue), vol. 12, no 3 (décembre 1979), p. 351-355.
- « La femme comme non-sujet dans les sciences dites humaines », Institut Simone de Beauvoir, Université Concordia, Montréal, mai 1980, tapuscrit disponible au GREMF de l’Université Laval.
- « Research on Women : a Question of Life and Identity », Le Bulletin/Newsletters, vol. 3, no 6 (novembre 1982), Université Concordia, p. 9-11.
- « Le meurtre des femmes chez le théologien et le pornographe », dans Suzanne Lamy et Irène Pagès (dir.), Féminité, subversion, écriture, Remue-Ménage, Montréal, 1983, p. 209-223 [Les Cahiers du GRIF (mars 1983), p. 43-53].
- Jeanne Lapointe et Margrit Eichler, Le traitement objectif des sexes dans la recherche, Conseil de recherches en sciences humaines du Canada, Ottawa, 1985.
- « Fantasmes/réalités », dans Pauline Fahmy (dir.), Les évènements de Polytechnique. Analyses et propositions d’action, Actes d’un colloque tenu à la Faculté des sciences de l’éducation de l’Université Laval le 23 janvier 1990, Le GREMF édite, cahier 4, 1990, p. 35-38.
- « Perspectives féministes en littérature », dans Roberta Mura (dir.), Un savoir à notre image? Critiques féministes des disciplines, vol. 1, Adage (Coll. EF), Montréal, 1991, p. 37-48.
- « Préface », dans Claudine Baudoux, La gestion en éducation : une affaire d'hommes ou de femmes? : pratiques et représentations du pouvoir, Cap Rouge, Presses Inter universitaires, 1994, p. 1-2.

#### Chroniques radiophoniques
- « Revue des Arts et des Lettres », série de chroniques radiophoniques présentée à Radio-Collège, Radio-Canada, 1952-1954, Fonds Jeanne Lapointe, série C.1, P 474, Université Laval [tapuscrit].
- « L’écrivain et son style », série de quinze chroniques radiophoniques présentée à Radio-Collège, Radio-Canada, du 9 janvier au 17 avril 1955, Fonds Jeanne Lapointe, série C.1, P 474, Université Laval [tapuscrit].

#### Anthologie
- Rebelle et volontaire. Anthologie 1937-1995, sous la direction de Marie-Andrée Beaudet, Mylène Bédard et Claudia Raby, avec la collaboration de Juliette Bernatchez, Montréal, Leméac, 2019, 253 p.

### Textes sur Jeanne Lapointe

#### Études
- BEAUDET, Marie-Andrée et Mylène BÉDARD, « Présentation », Études littéraires, vol. 49, no 1 (2020) [publié en novembre 2019], p. 7-14.
- BÉDARD, Mylène, « La relation entre Jeanne Lapointe et Judith Jasmin comme point de départ d’une réflexion sur l’amitié féminine », dans Julie BEAULIEU, Adrien RANNAUD et Lori SAINT-MARTIN (dir.), Génération(s) au féminin et nouvelles perspectives féministes, Québec, Codicille (Coll. Prégnance), p. 13-31.
- BÉDARD, Mylène, « Jeanne Lapointe, mentore et amie », Études littéraires, vol. 49, no 1 (2020) [publié en novembre 2019], p. 65-80.
- BÉDARD, Mylène, « L’intime dans les interstices de la confrontation et du silence. Réflexions sur l’éthos amical dans la correspondance de Jeanne Lapointe », Études françaises, vol. 59, no 3, 2023, p. 69-82.
- NÉRON, Camille, « Jeanne Lapointe et son approche de la poésie : l’exigence de vérité », Études littéraires, vol. 49, no 1 (2020) [publié en novembre 2019], p. 41-52.
- NOËL, Alex, « L’ouverture d’un espace dialogique dans les interventions intellectuelles de Jeanne Lapointe », Mens, Vol. 18, no 1 (2017), p. 21–49.
- RABY, Claudia, « Jeanne Lapointe ou penser la critique littéraire », dans Manon Auger et Mélissa Dufour (dir.), Pré/textes: premiers regards sur la littérature et la culture, Québec, CRILCQ (Coll. Interlignes), 2005, p. 33-49.
- RABY, Claudia, Le parcours critique de Jeanne Lapointe, Québec, Université Laval (mémoire de maîtrise en études littéraires), 2007, 133 p.
- RABY, Claudia, « L'œuvre infinie de Jeanne Lapointe. Forger la critique littéraire féministe au Québec », dans Chantal Savoie (dir.), Histoire littéraire des femmes. Cas et enjeux, Québec, Éditions Nota bene (Coll. Séminaires), 2010, p. 253-289.
- RABY, Claudia, « Transformer le monde par la critique littéraire : regard stylistique sur les chroniques radiophoniques de Jeanne Lapointe », Recherches féministes, vol. 24, no 1 (2011), p. 101-118.
- RABY, Claudia, « LAPOINTE, Jeanne (1915-2006) », dans Yvan LAMONDE et al. (dir.), Dictionnaire des intellectuel.les au Québec, Presses de l’Université de Montréal (Coll. Corpus), 2017, p. 196-197.
- RABY, Claudia, « L’humanisme révolté de Jeanne Lapointe », dans Karine CELLARD et Vincent LAMBERT [dir.], Espaces critiques. Écrire sur la littérature et les autres arts au Québec (1920-1960), Québec, Presses de l'Université Laval (Coll. Cultures québécoises), 2018, p. 291-310.
- RABY, Claudia, « La morale de l’intelligence, gage de liberté chez Jeanne Lapointe », Études littéraires, vol. 49, no 1 (2020) [publié en novembre 2019], p. 15-24.
- RABY, Claudia, « Bibliographie de Jeanne Lapointe », Études littéraires, vol. 49, no 1 (2020) [publié en novembre 2019], p. 99-104.
- RABY, Claudia, « La variable du genre dans le traitement biographique de l’intellectuelle », Mens – Revue d’histoire intellectuelle et culturelle, vol. 22, nos 1-2 (automne 2021-printemps 2022), p. 9-34.
- RABY, Claudia, « Jeanne Lapointe. De la critique littéraire moderne à l’action féministe », dans Claude CORBO et Sophie MONTREUIL [dir.], Faire connaissance. 100 ans de sciences en français, Montréal, Éditions Cardinal/Acfas, 2023, p. 100-103.
- RABY, Claudia, « Les femmes professeures à l’université francophone au Québec : une histoire de résistance et de renouveau », Magazine de l’Acfas [en ligne], dossier « Enjeux de la recherche : 100 ans de recherches », mis à jour le : 13 septembre 2023.
- ROBERT, Lucie, « La modernité littéraire », L’Institution du littéraire au Québec, Presses de l’Université Laval, Québec, 1989, p. 207-211.
- ROBERT, Lucie, « Jeanne Lapointe et Eva Kushner. Deux femmes chez les sociologues », Études littéraires, vol. 49, no 1 (2020) [publié en novembre 2019], p. 25-40.
- SAINT-MARTIN, Lori, « Ardente rigueur » (postface), dans Jeanne LAPOINTE, Rebelle et volontaire. Anthologie 1937-1995, sous la direction de Marie-Andrée Beaudet, Mylène Bédard et Claudia Raby, avec la collaboration de Juliette Bernatchez, Montréal, Leméac, 2019, p. 243-250.
- SCHWARTZWALD, Robert, « Littérature d’imagination valorisée », Institution littéraire, modernité et question nationale au Québec (1940 à 1976), Québec, Université Laval (thèse de doctorat en lettres), 1985, p. 69-97.
- THÉRY, Chantal, avec la collaboration de Claudia RABY, « Jeanne Lapointe : un art et une éthique du dialogue », Recherches féministes, vol. 21, no 1 (2008), p. 59-78.
- THÉRY, Chantal, « Chronologie de Jeanne Lapointe », Études littéraires, vol. 49, no 1 (2020) [publié en novembre 2019], p. 95-98.
- WATTEYNE, Nathalie, « Jeanne Lapointe et Anne Hébert : une longue amitié », Études littéraires, vol. 49, no 1 (2020) [publié en novembre 2019], p. 53-64.

#### Témoignages et hommages
- BEAUREGARD, Micheline et Chantal THÉRY, « Hommage à Jeanne Lapointe », Recherches féministes, vol. 19, no 1 (2006), p. I-II.
- BLAIS, Marie-Claire, « Jeanne Lapointe, une femme en avance sur son temps », Recherches sociographiques, vol. 47, no 2 (mai-août 2006), p. 223-224.
- DAGENAIS, Huguette, « Inoubliable Jeanne Lapointe », Le trait d’union, no 110 (septembre 2018), p. 7-8.
- DES RIVIÈRES, Marie-José et Denis SAINT-JACQUES, « Jeanne Lapointe, une intellectuelle qui fonde son action sur l'enseignement », dans Denis SIMARD, Jean-François CARDIN et Olivier LEMIEUX (dir.), La pensée éducative et les intellectuels au Québec. La génération 1915-1930, Québec, Presses de l'Université Laval (Coll. Éducation et culture), 2019, p. 41-50.
- DES RIVIÈRES, Marie-José et Denis SAINT-JACQUES, « Jeanne Lapointe, intellectuelle et enseignante », dans Magazine de l'Acfas, 9 décembre 2019.
- GAGNON, Madeleine, « Mémoire de Jeanne Lapointe », À bâbord!, Dossier « Femmes inspirées, femmes inspirantes », no 44 (mai-avril 2012).
- Rédaction, « Jeanne Lapointe (1915-2006) », Recherches sociographiques, vol. 47, no 2 (mai-août 2006), p. 222.
- SAINT-MARTIN, Lori, « Féminin singulier, transmission plurielle », Études littéraires, vol. 49, no 1 (2020) [publié en novembre 2019], p. 81-88.
- THÉRY, Chantal (dir.), Jeanne Lapointe. Artisane de la Révolution tranquille. Hommages de Monique Bégin, Louky Bersianik, Marie-Claire Blais, Gabriel Gagnon, Madeleine Gagnon, Gilles Marcotte, Guy Rocher, Chantal Théry, Montréal, éditions Triptyque, 2013, 101 p.

#### Autres articles
- BARBEAU-LAVALETTE, Anaïs et Mathilde CINQ-MARS, « Jeanne Lapointe », dans Nos héroïnes: 40 portraits de femmes québécoises, Montréal, Marchand de feuilles, 2018, p. 72-73.
- BIENVENUE, Louise et Claudia RABY, « Les deux femmes de la commission Parent », dans Reflets - Revue de l'AQRP, vol. 41, no 1 (septembre 2024), p. 22.
- Conseil du statut de la femme, « Jeanne Lapointe – Intellectuelle, progressiste et féministe », Éclairons toutes les voix pionnières de l'Université Laval, 2020.
- DESAUTELS, Louise, « Le nom d’une femme pour un pavillon à l’Université Laval? », dans Le trait d’union, no 110 (septembre 2018), p. 8.
- DUVAL, Alexandre, « Le nom d'une femme pour un pavillon à l'Université Laval? », Radio-Canada, 8 avril 2018.
- GAGNON, Evelyn, « Jeanne Lapointe explique l’école nouvelle », Châtelaine, vol. 6, no 3 (mars 1965), p. 38-39 et p. 101-104.
- LAPIERRE, Raphaël, « Plaidoyer pour un pavillon Jeanne-Lapointe », Impact Campus, 10 avril 2018.
- LATOUR, Julie, « Jeanne Lapointe, intellectuelle engagée et artisane de la Révolution tranquille », Sisyphe, 4 juin 2014.
- LÉGER, Marthe, « Jeanne Lapointe et Marthe Blackburn: amitié et mentorat », Instantanés: la vitrine des archives BAnQ, 12 août 2020, [en ligne].
- LIVERNOIS, Jonathan et Alex NOËL, « La lente intégration des femmes à l'université », Le Devoir, 10 juin 2017.
- RABY, Claudia, « Relire le nom de Jeanne Lapointe », « Le Devoir d'histoire », Le Devoir, 11 mai 2024, B7.
- SAMSON, Henri, « Une œuvre de Virginia Woolf analysée par Jeanne Lapointe. Introduction », Études en psychothérapie, vol. 1, no 10 (juin 1972), p. 351-352.
- SAUVÉ, Mathieu-Robert, « Jeanne Lapointe: une "grande féministe" de la Révolution tranquille et "intellectuelle oubliée" revient à l'Université Laval », Journal de Montréal et Journal de Québec, 28 avril 2024.
- SIMARD, Claude, « Pour un pavillon Jeanne-Lapointe à l'Université Laval », Le Devoir et Le Soleil, 21 avril 2018. Lire Le Devoir en ligne Lire Le Soleil en ligne
- VENNE, Jean-François, « Les sciences de l'éducation auront bientôt leur prix », dans Le Devoir, 16 novembre 2019.

### Ressources audiovisuelles
- « L'apport de Jeanne Lapointe au Québec moderne », Archives Radio-Canada, 14 janvier 2022.
- Conseil du statut de la femme, Éclairons toutes les voix pionnières de l'Université Laval, 2020.
- DUFAUD, Ève, « Jeanne Lapointe », dans Les avant-gardistes, émission télévisée de Savoir média, avec Lori Saint-Martin et Claudia Raby, diffusée du 11 février au 7 mars 2020.
- FRANCOEUR, Julie et Myriam LÉVESQUE,« Dans l’univers de Jeanne Lapointe », dans 3600 secondes d’histoire, émission radiophonique d'une heure avec Claudia Raby, CHYZ 94.3, 29 mai 2019.
- LAROCHELLE, Renée, Entrevue avec Jeanne Lapointe sur la Commission royale d'enquête sur la situation de la femme au Canada (commission Bird), dans Femme d'aujourd'hui - Tendances 1968, émission télévisée de Radio-Canada, 1er janvier 1968.
- MAYNARD, Claudie, « Jeanne Lapointe », Album de famille - Capsules historiques, Première Ovation/Université Laval, juin 2022.
- ROY-BLAIS, Caroline, « Un pavillon Jeanne-Lapointe à l'Université Laval? », dans Québec Réveille (reportage), émission radiophonique de CKIA, 18 avril 2018.
- SAVARD, Fred, « Destins de femmes, destins de science », La Balado de Fred Savard, avec Louise Bienvenue, Alexandre Klein et Claudia Raby, saison 5, épisode 36, 17 juin 2023.